# Chhata Pipra
Chhata Pipra (nep. छाता पिपरा) – gaun wikas samiti w środkowej części Nepalu w strefie Narajani w dystrykcie Bara. Według nepalskiego spisu powszechnego z 2001 roku liczył on 919 gospodarstw domowych i 5948 mieszkańców (2967 kobiet i 2981 mężczyzn).